# Jad Fair

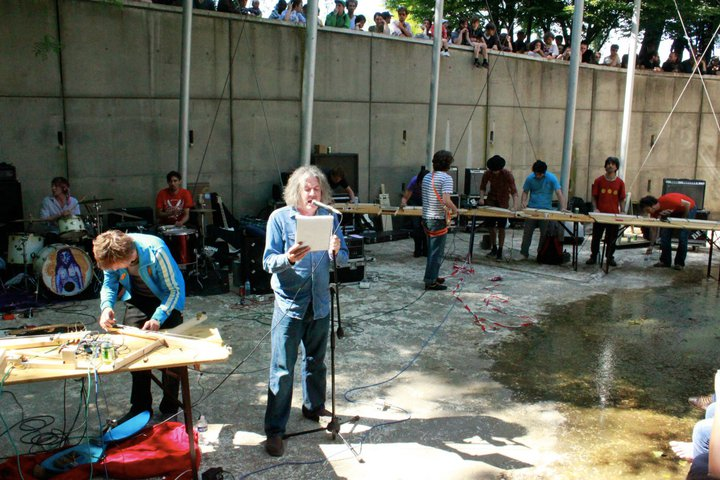
Jad Fair con Yuri Landman y Action Beat en el Villette Sonique 2011

Jad Fair (Ann Arbor, Míchigan) es un músico y cantautor, conocido principalmente como cantante, guitarrista y compositor de Half Japanese, grupo de alternative rock, lo-fi y noise que formó junto a su hermano, David Fair, en 1975. Desde 1980, también actúa y graba como artista en solitario, además de colaborar con artistas como Terry Adams, Norman Blake, Kevin Blechdom, Isobel Campbell, Eugene Chadbourne, DQE, Steve Fisk, Fred Frith, God Is My Co-Pilot, Richard Hell, Daniel Johnston, J. Mascis, Jason Willett, Monster Party, R. Stevie Moore, Yuri Landman, Thurston Moore, The Pastels, Strobe Talbot, Teenage Fanclub, The Tinklers, Moe Tucker, Bill Wells, Jason Willett, Adult Rodeo, Lumberob, Yo La Tengo y John Zorn.
También es activo como artista gráfico, realizando dibujos así como collages. Muchas de sus portadas las hace el propio Jad. Se han publicado cuatro libros sobre el material gráfico de Jad y se han realizado exposiciones de collages y dibujos de Jad en Nueva York, Tokio, Glasgow, Austin (Texas), París, Londres y Houston (Texas).

## Discografía
- The Zombies of Mora-Tau EP7 (UK Armageddon) 1980 (Press) 1982.
- Everyone Knew ... But Me (Press) 1982
- Between Meals - Oh No I Just Knocked Over a Cup of Coffee (Iridescence) 1983.
- Monarchs (Iridescence) 1984
- Best Wishes (Iridescence) 1987
- Jad Fair & Kramer - Roll Out the Barrel (Shimmy-Disc) 1988.
- Great Expectations (Ger. Bad Alchemy) 1989.
- Attack of Everything no CD - Jad Fair (Paperback - 1990)
- Coo Coo Rocking Time - Coo Coo Party Time (50 Skidillion Watts) 1990.
- Greater Expectations (Psycho Acoustic Sounds/T.E.C. Tones) 1991.
- Jad Fair EP - Jad Fair (LP Record - 1991)
- Jad Fair and the Pastels - This Could Be the Night EP (UK Paperhouse) 1991.
- No. 2: Jad Fair and the Pastels (UK Paperhouse) 1992.
- I Like It When You Smile (UK Paperhouse) 1992.
- Workdogs in Hell - Workdogs in Hell (1993)
- Jad & Nao - Half Robot (UK Paperhouse) 1993.
- Mosquito - Oh No Not Another Mosquito My House Is Full of Them! (Psycho Acoustic Sounds) 1993.
- Mosquito - Time Was (ERL/Smells Like) 1993 (Aus. Au-go-go) 1993.
- Mosquito - UFO Catcher (Japan. Time Bomb) 1993.
- Mosquito - Cupid's Fist (Hol. Red Note) 1994.
- Greater Expectations - Jad Fair (1995)
- I Like It When You Smile - Jad Fair (1995)
- Daniel Johnston and Jad Fair (1995) (50 Skidillion Watts) 1989.
- SPOOKY TALES: SPIRIT SUMMONING STORIES / SPOOKY SOUNDS OF NOW [boek & CD] - Jad Fair (1997).
- Jason Willett/Jad Fair/Gilles Rieder (Megaphone) CD (1992).
- Jason Willett & Jad Fair - It's All Good (Megaphone Limited) (1995) CD.
- Jad Fair & Jason Willett - Honeybee (Dr Jim's) (1996) CD
- Jad Fair & Jason Willett - Punk Rock 1996 (Chlorophyl) (1996) 7"
- Jad Fair & Jason Willett - The Corpse is Missing (Slab-O-Concrete) (1996) 7".
- Jad Fair & Jason Willett - The Mighty Super-Heroes (Marginal Talent) CD (1997).
- Jad Fair & Jason Willett - Wonderful World (Shrimper) (1997) triple cassete.
- Jad Fair & Jason Willett - Twister (Dark Beloved Cloud) (1997)lp.
- Jason Willett & Jad Fair - We're Going to the Moon (Megaphone Limited) CD (1998).
- Jad Fair & Jason Willett - Wild (Megaphone Limited) (1998) CD.
- Jad Fair & Jason Willett - The Mighty Hypnotic Eye (Dr Jim's) (1999) CD.
- Jad Fair & Jason Willett - Enjoyable songs  (Alternative tentacles) lp & CD (1999).
- Jad Fair & Jason Willett - The Attack of Everything (Paperback + CD) (2002)
- Jad Fair & Jason Willett - Superfine (public eyesore) (2005) CD.
- Jad & Nao - Half Alien (Japan. Sakura Wrechords) 1997.
- Jad Fair & Kramer - The Sound of Music: An Unfinished Symphony in 12 Parts (Shimmy-Disc/Knitting Factory) 1998.
- 26 Monster Songs for Children - Jad Fair & David (1998).
- Roll Out The Barrel (1999) met Kramer
- I Like Your Face - Jad Fair & Shapir-O'Rama (1999)
- meer dan 13 cd's (1995-2007) met Jason Willett waaronder The Mighty Super-Heroes, Marginal Talent (MT-426).
- Monsters, Lullabies, and the Occasional Flying Saucer (1996) met Phono-Comb, (Can. Shake)
- Jad & David Fair - Best Friends (UK Vesuvius) 1996.
- Jad Fair & The Shapir-O'Rama - We Are the Rage (Japan. Avant) 1996.
- Jackpot, Songs and Art - Jad Fair (Paperback, 1997).
- Strange But True (1998) met Yo La Tengo, een album gebaseerd op ongewone verhalen afkomstig uit een column van een krant.
- The Sound of Music (1999) met Kramer.
- The Lucky Sperms - Somewhat Humorous (Jad Fair, Daniel Johnston), 2001.
- It's Spooky (1989) met Daniel Johnston 2001.
- Strobe Talbot - 20 Pop Songs, alternative tentacles, (Jad Fair, Mick Hobbs, Benb Gallaher) 2001.
- Words Of Wisdom And Hope (2002) Teenage Fanclub.
- We Are the Rage - Jad Fair & the Shapir-O Rama (2002).
- Six Dozen Cookies - Jad & David Fair (2006).
- FairMoore - Steve Moore & Jad Fair (2006).

## Downloads
- Elenor - Jad Fair (Music Download)
- Something To Sing About - Jad Fair (Music Download)
- A Reason - Jad Fair (Music Download)
- Here Comes Roxanne - Jad Fair (Music Download)
- Smile - Teenage Fanclub & Jad Fair (Music Download)
- Stale Spaghetti - Jad Fair (Music Download)
- Sunshiney sunshine (free album) download

## Sencillos en 7"
- Making of the album
- Arts & Crafts Series Vol. 1

## Documentales
- The Devil and Daniel Johnston (DVD - Sep 19, 2006)

## Publicaciones
Our Band Could Be Your Life: Scenes from the American Indie Underground 1981-1991 - Michael Azerrad (Paperback - 2002)